# اریک فاندراردن
اریک فاندراردن (اسپانیایی: Eric Vanderaerden‎؛ زادهٔ ۱۱ فوریهٔ ۱۹۶۲) دوچرخه‌سوار اهل بلژیک است.
از باشگاه‌هایی که در آن رکاب زده‌است می‌توان به تیم دوچرخه‌سواری پاناسونیک و تیم لوتوان‌ال–یومبو اشاره کرد.